# Cadaver
I Cadaver sono stati un gruppo death metal norvegese formatosi a Råde nel 1988, attivo all'inizio degli anni novanta e, in seguito allo scioglimento, tra il 1999 e il 2004, ma in questo periodo cambiarono il nome in Cadaver Inc.

## Storia del gruppo
Anders Odden e Ole Bjerkebakke (rispettivamente chitarrista e batterista/cantante della band) fondano la band nel 1988, in seguito si aggregherà anche il bassista René Jansen. L'anno seguente esce il primo demo del trio norvegese, Abnormal Deformity. Grazie a questo album si fanno notare da Bill Steer e Jeff Walker, membri dei Carcass, che fanno firmare la band per la casa discografica Earache Records. I successivi album, Hallucinating Anxiety (1990) e ...In Pains (1992), danno una certa fama alla band che però nel 1993 si scioglie a causa di dissidi interni.
Alcuni anni dopo, nel 1999, Odden riunisce la band che cambia il nome in Cadaver Inc. Oltre a lui, ci sono 3 nuovi musicisti. Il nuovo quartetto pubblica Discipline (uscito nel febbraio [2001). In seguito alla pubblicazione dell'album, la band ha seguito in un lungo tour i Morbid Angel e gli Extreme Noise Terror. L'ultimo album prima del definitivo scioglimento (avvenuto nel 2004) s'intitola Necrosis.

## Formazione
- Neddo (Anders Odden) - chitarra
- Ole Bjerkebakke - batteria, voce
- Decay Lust (René Jansen) - basso
- Eilert Solstad - basso
- Espen Solum - chitarra
- Apollyon (Ole Jørgen Moe) - voce, basso
- L.J. Balvaz  - chitarra, basso
- Czral (Carl-Michael Eide) - batteria

## Discografia
Album in studio
- 1990 - Hallucinating Anxiety
- 1992 - ...In Pains
- 2004 - Necrosis

Demo
- 1988 - Into the Outside
- 1989 - Abnormal Deformity
- 1989 - Sunset at Dawn
- 1990 - Demo 2

Split
- 1990 - Dark Recollections / Hallucinating Anxiety
- 2006 - Cadaver / Voice of Hate

### Come Cadaver Inc
- 2001 - Discipline